# When Honor Wakes
When Honor Wakes è un cortometraggio muto del 1915 diretto da Barry O'Neil e prodotto dalla Lubin.

## Produzione
Il film fu prodotto dalla Lubin Manufacturing Company.

## Distribuzione
Distribuito dalla General Film Company, il film - un cortometraggio in due bobine - uscì nelle sale USA il 13 gennaio 1915.